# Југославија на Светском првенству у атлетици на отвореном 1995.
СР Југославија је учествовала на 5. Светском првенству на отвореном 1995. одржаном од 5. до 13. августа 1995. на стадиону Улеви у Гетеборгу у Шведској. Ово је било друго Светско првенство на којем су учествовали атлетичари као представници СРЈ-а.
На првенству у Штутгарту Југославију је представљало 5 спортиста (4 мушкарца и 1 жене) који су се такмичили у 6 дисциплина (4 мушке и 2 женске).
На табели успешности према броју и пласману такмичара који су учествовали у финалним такмичењима (првих 8 такмичара), Југославија је са 2 учесника у финалу делила 49 место са 4 бода.
| Плас. | Земља | 1. место | 2. место | 3. место | 4. место | 5. место | 6. место | 7. место | 8. место | Бр. финал. | Бод. |
| ----- | ----- | -------- | -------- | -------- | -------- | -------- | -------- | -------- | -------- | ---------- | ---- |
| =49   | СРЈ   | 0        | 0        | 0        | 0        | 0        | 3        | 0        | 1        | 2          | 4    |

## Учесници
| Мушкарци: - Борислав Девић — Маратон - Александар Раковић — 50 км ходање - Драгутин Топић — Скок увис - Андреја Маринковић — Скок удаљ | Жене: - Данијела Чуровић — Бацање кугле, Бацање диска |  |

## Резултати

### Мушкарци
| Атлетичар          | Дисциплина   | Лични рекорд | Квалификације       | Квалификације       | Финале            | Финале            | Детаљи |
| Атлетичар          | Дисциплина   | Лични рекорд | Резултат            | Место               | Резултат          | Место             | Детаљи |
| ------------------ | ------------ | ------------ | ------------------- | ------------------- | ----------------- | ----------------- | ------ |
| Борислав Девић     | Маратон      |              |                     |                     | Није завршио трку | Није завршио трку |        |
| Алексадар Раковић  | 50 км ходање | 4:01:17      |                     |                     | 3:49:35           | 6 / 26 (41)       |        |
| Драгутин Топић     | Скок увис    | 2,38 НР      | 2,29                | 2. у гр. А          | 2,25              | 8/ 35             |        |
| Андреја Маринковић | Скок удаљ    |              | без исправног скока | без исправног скока | Није се пласирао  | Није се пласирао  |        |

### Жене
| Атлетичарка      | Дисциплина   | Лични рекорд | Квалификације | Квалификације | Финале            | Финале | Детаљи |
| Атлетичарка      | Дисциплина   | Лични рекорд | Резултат      | Место         | Резултат          | Место  | Детаљи |
| ---------------- | ------------ | ------------ | ------------- | ------------- | ----------------- | ------ | ------ |
| Данијела Чуровић | Бацање кугле | 18,80 НР     | 16,30         | 9. у гр. Б    | Није се пласирала | 18/ 25 |        |
| Данијела Чуровић | Бацање диска | 59,90        | 53,72         | 14. у гр. Б   | Није се пласирала | 23/ 33 |        |